# 지오보니 사무엘스
지어바니 새뮤얼스(Giovonnie Samuels, 1985년 11월 10일 ~ )는 미국의 배우이다. Giovonnie는 Giovanni의 다른 표기이다.
샌디에이고에서 태어났다.

## 출연 작품

### 영화
- 브링 잇 온 3 (2006)
- 프리덤 라이터스 (2007) - 빅토리아 역
- 하빈저 다운 (2015, Harbinger Down)

### 텔레비전
- 올 댓 (2002-04, All That)
- 댓츠 소 레이븐 (2005)
- 잭과 코디, 우리집은 호텔 스위트 룸 (2007-08)